# Пшегіня-Народова
Пшегіня-Народова (пол. Przeginia Narodowa) — село в Польщі, у гміні Черніхув Краківського повіту Малопольського воєводства.
Населення — 632 особи (2011).
У 1975-1998 роках село належало до Краківського воєводства.

## Демографія
Демографічна структура станом на 31 березня 2011 року:
|          | Загалом | Допрацездатний вік | Працездатний вік | Постпрацездатний вік |
| -------- | ------- | ------------------ | ---------------- | -------------------- |
| Чоловіки | 305     | 63                 | 215              | 27                   |
| Жінки    | 327     | 67                 | 190              | 70                   |
| Разом    | 632     | 130                | 405              | 97                   |